# Afrikaspiele 2019/Leichtathletik – Kugelstoßen der Männer
Das Kugelstoßen der Männer bei den Afrikaspielen 2019 fand am 27. August im Stade Moulay Abdallah in Rabat statt.
Zwölf Kugelstoßer aus acht Ländern nahmen an dem Wettbewerb teil. Die Goldmedaille gewann Chukwuebuka Enekwechi mit 21,48 m, was auch ein neuer Rekord der Afrikaspiele war. Silber ging an Mohamed Magdi Hamza mit 20,85 m und die Bronzemedaille gewann Mostafa Amr Hassan mit 20,74 m.

## Rekorde
| Weltrekord        | Randy Barnes  | 23,12 m | Los Angeles, Vereinigte Staaten             | 20. Mai 1990       |
| Rekord der Spiele | Franck Elemba | 20,25 m | Afrikaspiele in Brazzaville, Republik Kongo | 14. September 2015 |

## Ergebnis
27. August 2019, 16:15 Uhr
| Platz | Athlet                  | Land           | 1. Versuch | 2. Versuch | 3. Versuch | 4. Versuch                                  | 5. Versuch                                  | 6. Versuch                                  | Weite (m) |
| ----- | ----------------------- | -------------- | ---------- | ---------- | ---------- | ------------------------------------------- | ------------------------------------------- | ------------------------------------------- | --------- |
|       | Chukwuebuka Enekwechi   | Nigeria        | 20,09      | 20,91      | 20,97      | 21,07                                       | 21,44                                       | 21,48                                       | 21,48 GR  |
|       | Mohamed Magdi Hamza     | Ägypten        | x          | 18,66      | 19,20      | 19,60                                       | 20,20                                       | 20,85                                       | 20,85     |
|       | Mostafa Amr Hassan      | Ägypten        | 19,81      | 19,70      | x          | 19,29                                       | 20,74                                       | x                                           | 20,74     |
| 4     | Dotun Ogundeji          | Nigeria        | 18,72      | x          | 19,68      | 19,92                                       | x                                           | 20,06                                       | 20,06     |
| 5     | Orazio Cremona          | Südafrika      | 19,51      | 19,30      | 20,06      | 19,56                                       | 19,79                                       | x                                           | 20,06     |
| 6     | Franck Elemba           | Republik Kongo | 18,70      | 19,17      | 19,00      | 19,13                                       | x                                           | 19,10                                       | 19,17     |
| 7     | Kyle Blignaut           | Südafrika      | 17,98      | 17,80      | x          | 17,63                                       | 17,65                                       | 17,81                                       | 17,98     |
| 8     | Henry-Bernard Baptiste  | Mauritius      | 16,44      | 17,88      | 17,73      | 17,65                                       | x                                           | 16,77                                       | 17,88     |
| 9     | Amine Moukhles          | Marokko        | 16,12      | 16,07      | x          | nicht im Finale der besten acht Kugelstoßer | nicht im Finale der besten acht Kugelstoßer | nicht im Finale der besten acht Kugelstoßer | 16,12     |
| 10    | Billy Takougoum Kuitche | Kamerun        | x          | 14,49      | 16,06      | nicht im Finale der besten acht Kugelstoßer | nicht im Finale der besten acht Kugelstoßer | nicht im Finale der besten acht Kugelstoßer | 16,06     |
| 11    | Mohammed Chachi         | Marokko        | 15,09      | 14,82      | x          | nicht im Finale der besten acht Kugelstoßer | nicht im Finale der besten acht Kugelstoßer | nicht im Finale der besten acht Kugelstoßer | 15,09     |
| 12    | Zegeye Moga Lencha      | Äthiopien      | 14,16      | 13,87      | x          | nicht im Finale der besten acht Kugelstoßer | nicht im Finale der besten acht Kugelstoßer | nicht im Finale der besten acht Kugelstoßer | 14,16     |
|       | Dominic Ongidi Abunda   | Kenia          |            |            |            | nicht im Finale der besten acht Kugelstoßer | nicht im Finale der besten acht Kugelstoßer | nicht im Finale der besten acht Kugelstoßer | DNS       |